# ウィリアム・クライトン (第3代ダンフリーズ伯爵)
第3代ダンフリーズ伯爵ウィリアム・クライトン（英語: William Crichton, 3rd Earl of Dumfries、1680年代生 – 1694年2月28日）は、スコットランド貴族。

## 生涯
クライトン卿チャールズ・クライトン（Charles Crichton, Lord Crichton、1690年までに没、第2代ダンフリーズ伯爵ウィリアム・クライトンの息子）とサラ・ダルリンプル（Sarah Dalrymple、初代ステア子爵ジェームズ・ダルリンプルの娘）の息子として生まれた。
1691年に父方の祖父が死去すると、ダンフリーズ伯爵の爵位を継承した。
1694年2月28日に生涯未婚のまま死去、姉妹にあたるペネロープ・クライトンが爵位を継承した。